# Патрапеамані
Патрапеамані (сер. IV ст.) — цариця (кандаке) Куша.

## Життєпис
Стосовно постаті існують численні дискурси. деякі навіть сумніваються, що Патрапеамані була жінкою, вважаючи її царем або спадкоємцем трону. Донька якогось Дателія. Відома лише з напису на жертовній дошці, який був знайдений у Мерое в пірамід W309.
Висувається версія, що була царицею-співволодарем Акедакетівала. Але достеменно невідомо чи пережила вона останнього, або померла раніше. Також можливо в цей час відбувалася запекла боротьба за владу, наслідком якого став розгардіяж в Куші.